# Debregeasia edulis
Debregeasia edulis är en nässelväxtart som först beskrevs av Sieb. och Zucc., och fick sitt nu gällande namn av Hugh Algernon Weddell. Debregeasia edulis ingår i släktet Debregeasia och familjen nässelväxter. Inga underarter finns listade i Catalogue of Life.

## Bildgalleri

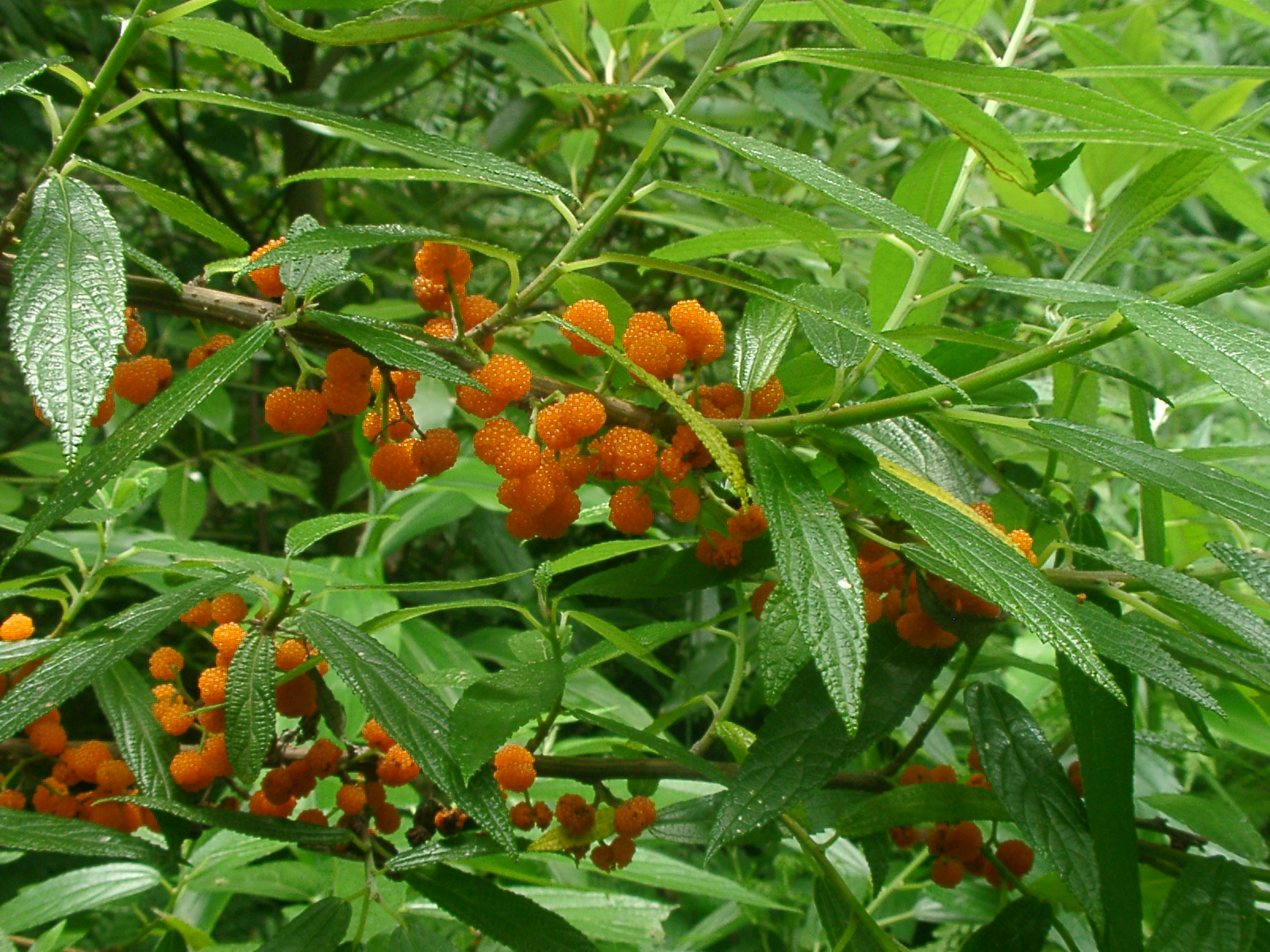
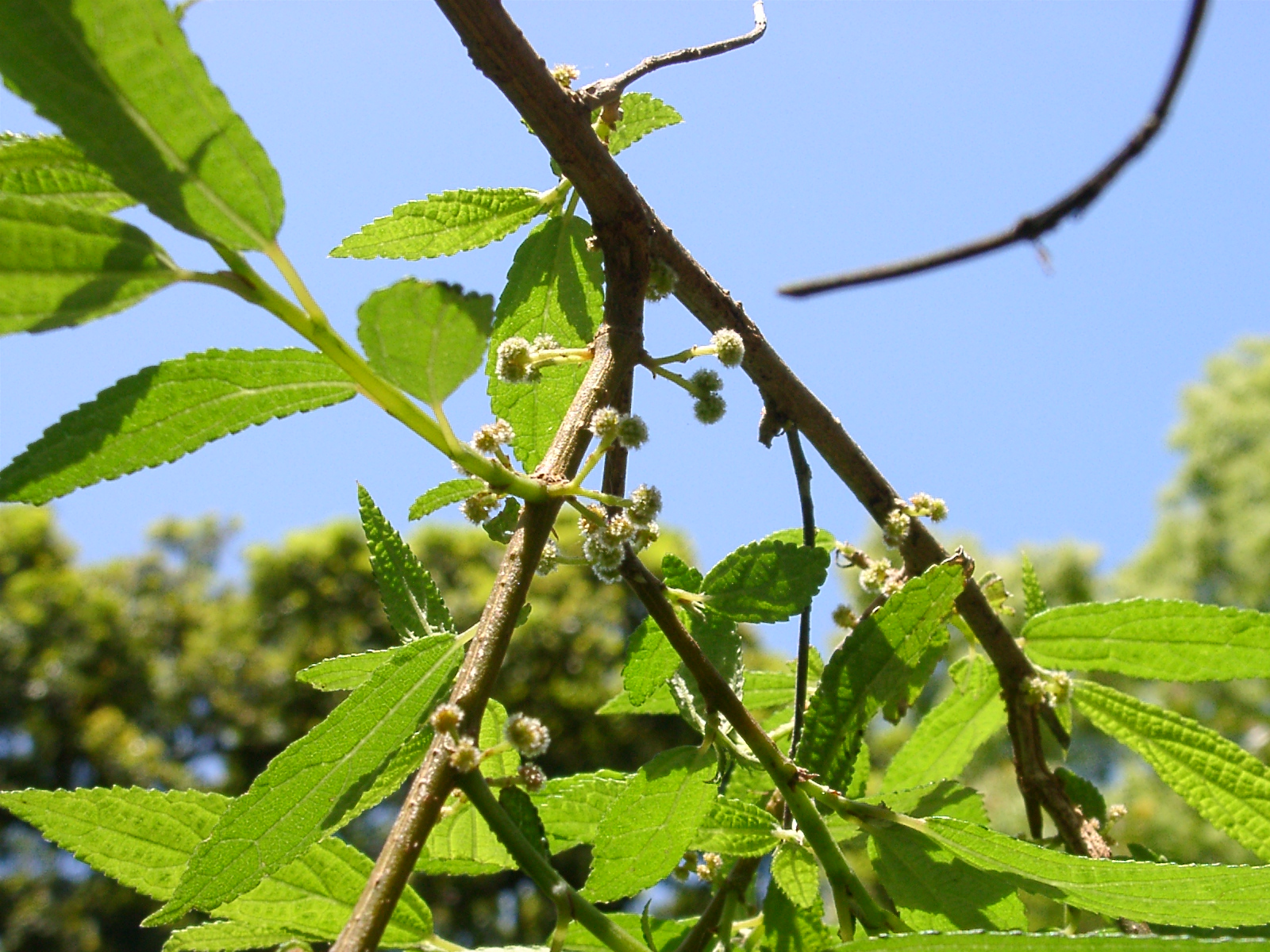
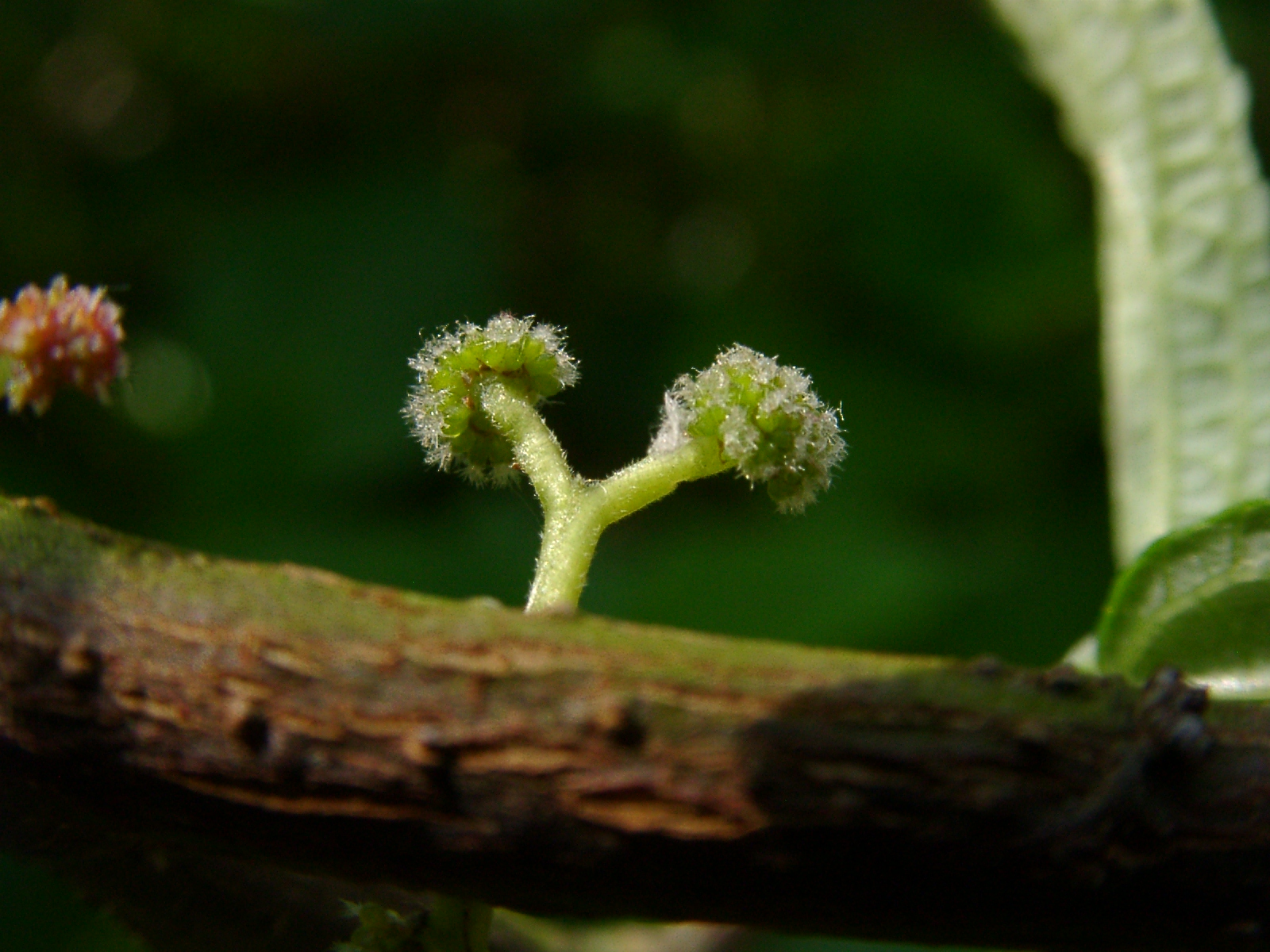
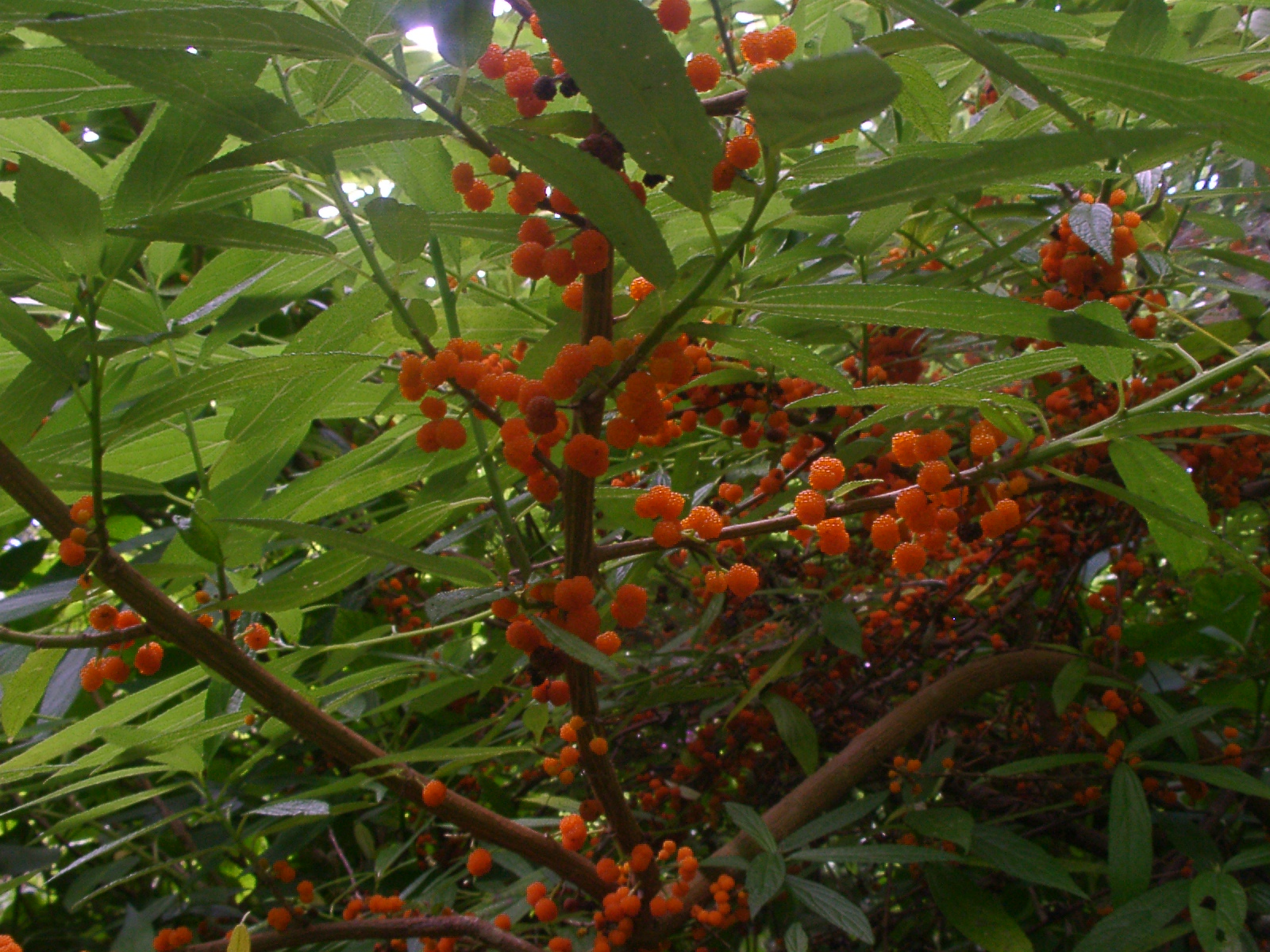